# دانشگاه فنی خاورمیانه
دانشگاه فنی خاورمیانه (در انگلیسی: Middle East Technical University و در ترکی:Orta Doğu Teknik Üniversitesi) به عنوان بهترین دانشگاه خاورمیانه و یکی از مراکز تحقیق برجسته در آن است و از معدود دانشگاه‌های مورد تأیید آموزش و پرورش آمریکا در این منطقه (همراه با دانشگاه آمریکایی بیروت، دبی و …) و می‌باشد و در آنکارا، ترکیه واقع شده‌است. آموزش و تحقیقات انجام شده در این دانشگاه بیشتر در زمینه‌های مهندسی و علوم پایه است و زبان آموزشی و رسمی این دانشگاه انگلیسی می‌باشد. در کنکور ترکیه و آزمون‌های بین‌المللی پرمتقاضی‌ترین دانشگاه بوده و از ۱٬۵۰۰٬۰۰۰ متقاضی تنها ۰٫۱٪؜ از شرکت‌کنندگان می‌توانند وارد این دانشگاه شوند. این دانشگاه دارای اعتبار آکادمیک بسیاری بوده و در پنج سال اخیر بیشترین بودجهٔ تحقیقاتی در ترکیه را داشته‌است. بخشی از پردیس دانشگاه در قبرس شمالی قرار دارد.
همچنین این دانشگاه دارای بعضی رشته‌های مشترک با دانشگاه ایالتی نیویورک(SUNY) آمریکاست، پژوهشگران بسیاری از این دانشگاه هم‌اکنون در سازمان‌های بزرگی مانند ناسا، ناتو، بانک جهانی، شتاب‌دهندهٔ بزرگ هادرون و … با دیگر دانشمندان و مهندسان همکاری می‌کنند.
همچنین سالیانه دانشجوهای زیادی از این دانشگاه برای ادامهٔ تحصیل به دانشگاه‌های بزرگ آمریکا مانند هاروارد، مؤسسه فناوری کالیفرنیا، ام.آی. تی، پرینستون و … می‌روند، این دانشگاه از نظر رتبه‌بندی‌های مختلف اعتبار زیادی دارد. در سال ۲۰۱۵ تایمز آن را ۸۵مین دانشگاه جهان و رتبه‌بندی دانشگاهی کیواس نیز آن را در رتبهٔ ۱۱۸ قرار داده‌است.

## پیشینه

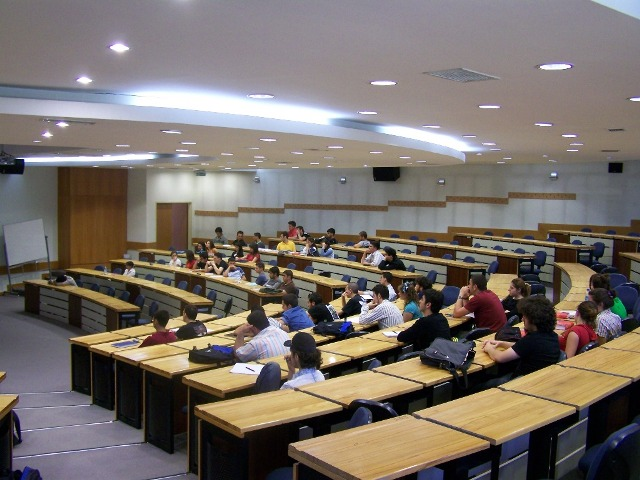
Metu Auditorium

دانشگاه فنی خاورمیانه در تاریخ ۱۵ نوامبر سال ۱۹۵۶ توسط وجدی دیگر تحت عنوان مؤسسهٔ فنی خاورمیانه (Middle East Institute of Technology) با هدف پیشرفت علمی ترکیه و سایر کشورهای خاورمیانه در زمینهٔ علوم پایه و رشته‌های مهندسی ساخته شد. وجود این دانشگاه آموزش مدرن و پیشرفت‌های علمی فراوانی نصیب کشور ترکیه ساخت. در ابتدا یکی از بخش‌های این دانشگاه در ساختمان کوچکی واقع در چهارراه کیزیلای و بخش دیگر آن در پشت مرکز مجلس ترکیه قرارداشت. بعدها در سال ۱۹۶۳ این دانشگاه به مرکز کنونی خود که در شرق آنکاراست انتقال یافت و بدین ترتیب نخستین پردیس ترکیه را به وجود آورد.
در ابتدا دانشکدهٔ معماری به عنوان نخستین مرکز آموزشی این دانشگاه کار خود را در سال ۱۹۵۶ آغاز کرد و در بهار سال ۱۹۵۷ دانشکدهٔ مهندسی مکانیک تأسیس گردید و در سال ۱۹۵۹ دانشکدهٔ علوم انسانی تکمیل شده و در سال ۱۹۸۲ با آغاز به کار دانشکدهٔ تربیت معلم این دانشگاه تکمیل گردید. امروزه جمعاً ۴۱ رشتهٔ کارشناسی و ۱۴۳ رشته تحصیلات تکمیلی در این دانشگاه ارائه می‌گردد. این دانشگاه هم‌اکنون ۶۴ سال دارد و یکی از قدیمی‌ترین دانشگاه‌های خاورمیانه می‌باشد.

## زبان تدریس و دانشجویان
زبان تدریس این دانشگاه به انگلیسی است و هم‌اکنون ۲۲٬۰۰۰ دانشجو در آن مشغول به تحصیل می‌باشند که از این تعداد ۴٬۴۰۰ نفر در سطح لیسانس و ۲٬۲۰۰ نفر در سطح دکترا هستند. در این دانشگاه ۱٬۳۵۰ دانشجوی بین‌المللی تحصیل می‌کند که نزدیک به ۶۵ ملیت متفاوت را شامل می‌شوند.

## رشته‌های آکادمیک
دانشگاه خاورمیانه ۴۵ رشتهٔ کارشناسی را در ۵ دانشکدهٔ مجزا ارائه می‌دهد و به علاوه در این دانشگاه ۵ بخش تحصیلات تکمیلی موجود می‌باشد که در آن‌ها ۹۷ رشتهٔ کارشناسی ارشد و ۵۵ رشتهٔ دکترا تدریس می‌گردد. این دانشگاه در برنامهٔ اراسموس عضویت دارد و همه‌ساله دانشجویان فراوانی میان این دانشگاه و دانشگاه‌های جهان ردوبدل می‌شوند.

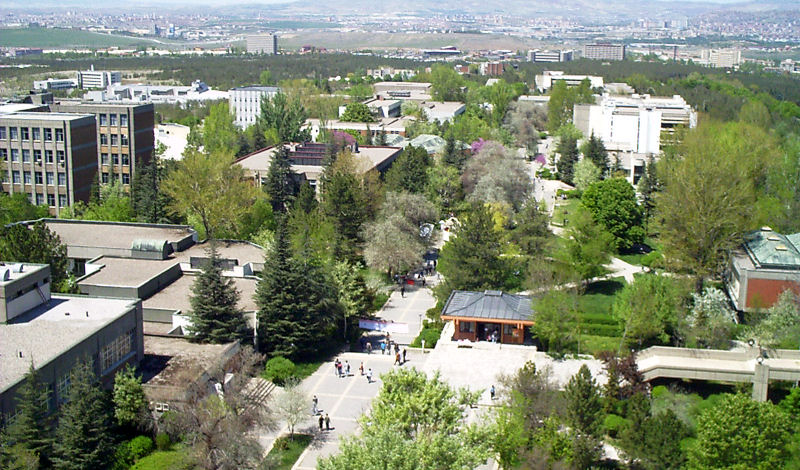

## سال تحصیلی
سال تحصیلی در دانشگاه خاورمیانه به دو نیم‌سال تقسیم شده‌است. نیم سال اول در این دانشگاه غالباً در هفتهٔ آخر ماه سپتامبر آغاز می‌گردد و در اواسط ماه ژانویه به اتمام می‌رسد. نیم‌سال دوم در این دانشگاه از اواسط فوریه آغاز شده و در اواسط ماه ژوئن پایان میابد. ترم‌های تابستانی نیز در این دانشگاه به دو شکل عمومی و بین‌الملل برای جلب توجهٔ دانشجوان خارجی ارائه می‌گردد.

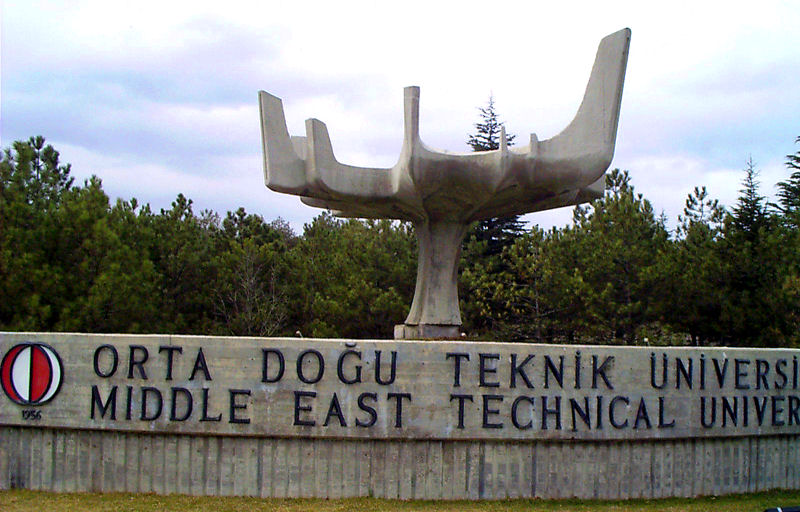

## زندگی درون دانشگاه
زندگی درون دانشگاه به بخش‌هایی نظیر فعالیت‌های انجمن‌های دانشجویی، تظاهرات سیاسی، و جشنواره‌های متعدد تقسیم شده‌است. پردیس مرکزی میزبان جشنوارهٔ بهارهٔ دانشگاه خاورمیانه می‌باشد که در طول ۵ روز این دانشگاه صحنهٔ کنسرت‌های متعدد و نمایش‌های مختلف و مکانی برای درگیری مقامات دانشگاه و دانشجویان بر سر استفاده از نوشیدنی‌های الکلی درون دانشگاه می‌گردد. بخش بزرگی از دانشگاه به خوابگاه‌های دانشجویی اختصاص داده شده که قادر است بیش از ۶٬۰۰۰ دانشجو را در خود جای دهد. دانشجویان از امکانات رفاهی نظیر سوپرمارکت‌های متنوع درون دانشگاه و بانک‌های مختلف و دسترسی سریع به دفاتر پستی و رستوران‌های فراوان درون دانشگاه برخوردار هستند. همچنین امکانات کامل ورزشی در زمینه‌های مختلف اعم از سالن‌های بدنسازی، زمین‌های تنیس، زمین‌های فوتبال بسکتبال و والیبال، زمین دو و میدانی، و استخرهای سرپوشیده سایز المپیک در این دانشگاه موجود می‌باشند. همچنین این دانشگاه اقامتگاه و مراکز متعددی در کوه‌های المداغی و اولوداغ دارد که به کوه نوردان ارائه می‌گردد.
در این دانشگاه انجمن‌های دانشجویی متعددی موجود است.

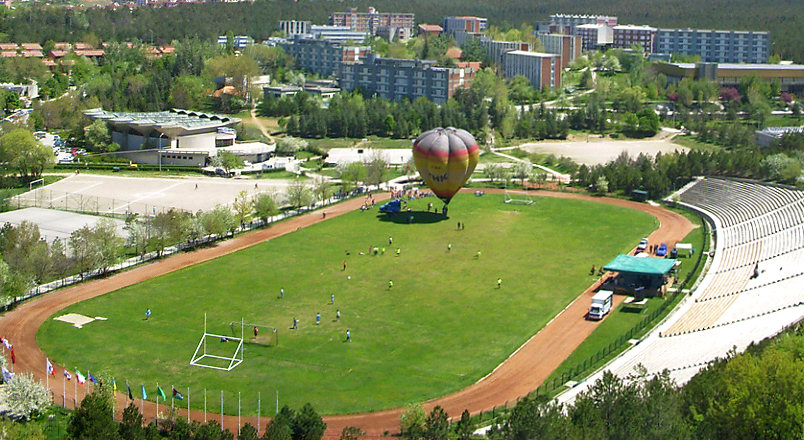

## دانشکده‌ها
دانشگاه خاورمیانه دارای ۴۲ بخش آکادمیک می‌باشد که اکثر آن‌ها توسط ۵ دانشکده مدیریت می‌شوند. لیست پایین نام رشته‌های ارائه شده در مقطع کارشناسی می‌باشد.
- دانشکده معماری:
  - این دانشکده رشته‌های معماری-شهرسازی و طراحی صنعتی را ارائه می‌دهد.
- دانشکده علوم پایه:
  - این دانشکده رشته‌های بیولوژی، شیمی٬ریاضی٬تاریخ٬ژنتیک٬فلسفه٬فیزیک٬روانشناسی٬جامعه‌شناسی و آمار را ارائه می‌دهد.
- دانشکده اقتصاد و علوم مدیریتی:
  - این دانشکده رشته‌های مدیریت بازرگانی، اقتصاد٬روابط بین‌الملل، علوم سیاسی و مدیریت جامعه
- دانشکده علوم آموزشی:
  - علوم کامپیوتری٬علوم آموزشی٬معلمی دوره ابتدایی، آموزش زبان‌های خارجی٬آموزش تربیت بدنی٬معلم مقطع راهنمایی و آموزش علوم ریاضی
- دانشکده فنی مهندسی:
  - این دانشکده رشته‌های مهندسی هوافضا مهندسی شیمی، مهندسی مکانیک مهندسی، متالورژی مهندسی، محیط مهندسی عمران، مهندسی صنایع غذایی مهندسی معدن و مهندسی نفت را برای سطوح کارشناسی ارائه می‌دهد.

در کنار واحدهای ذکر شده بخش آموزش پایه زبان و بخش آموزش پیشرفته زبان انگلیسی نیز به‌طور مجزا به دانشجویان مقاطع کارشناسی دروسی ارائه می‌دهند.
این دانشگاه همچنین دارای ۵ بخش آموزشی برای مقاطع تحصیلات تکمیلی می‌باشد.

## رتبه‌بندی
این دانشگاه در سال ۲۰۲۳ موفق شد تا رتبه ۳۵۱ تا ۴۰۰ را در میان دانشگاه‌های جهان کسب کند.